# جنب
جنابت اسم مصدر است به معنی دوری و در اصطلاح فقه اسلامی به نجاست باطنی گفته می‌شود که پس از آمیزش جنسی یا خروج منی در انسان بوجود می‌آید. شخص را از آن «جنب» می‌گویند که بدون طهارت و غسل باید از نماز دوری کند.

## زمان رخ دادن
بعد از یکی از موارد زیر انسان جنب می‌شود:
۱) جماع (آمیزش جنسی)
اگر انسان جماع کند و به اندازه ختنه‌گاه یا بیشتر داخل شود، در زن باشد یا در مرد، در قُبل (جلو) باشد یا در دُبر (عقب)، بالغ باشند یا نابالغ، اگر چه منی بیرون نیاید، هر دو جنب می‌شوند
۲) بیرون آمدن منی
بیرون آمدن منی چه در خواب باشد (احتلام)، یا بیداری، کم باشد یا زیاد، با شهوت باشد یا بی شهوت، بااختیار باشد یا بی‌اختیار، البته اینها در صورتی است که یقین دارد آبی که خارج شده منی باشد و اما رطوبت یا آبی که از انسان بیرون می‌آید، ولی نمی‌داند منی است یا رطوبت دیگر، اگر این شخص مرد و سالم است بایستی آن آبی که بیرون آمده دارای سه علامت باشد که حکم به منی بودن آن بشود (البته در صورت شک).
- با شهوت بیرون آمده باشد.
- هنگام بیرون آمدن جهندگی داشته باشد.
- بعد از بیرون آمدن، بدن سست شده باشد.

اما اگر شخص، مردی مریض یا زن باشد، همین مقدار که آن آب با شهوت بیرون آمده باشد، در جنابت او کافی است و بودن آن دو علامت دیگر لازم نیست، اگر چه شایسته‌است که زن و مرد مریض - به خصوص زن - علاوه بر غسل، وضو هم بگیرد (اگر قبلاً وضو نداشته) و بلکه به‌طور کلی اگر سه علامت جمع نبود، بهتر است علاوه بر غسل، وضو هم گرفته شود، اگر قبلاً وضو نداشته‌است و وظیفه‌اش هم وضو گرفتن بوده‌است، منتها در مواردی که گفته شد علاوه بر غسل، بهتر است وضو هم بگیرد. خوب است که اول طهارت غسلی خودش را از بین ببرد، بعد وضو بگیرد؛ چون خواهیم گفت که با غسل جنابت نباید وضو گرفت.